# Molluginaceae
Molluginaceae es una familia de plantas fanerógamas del orden Caryophyllales. Incluye 14 géneros y 90–100 especies, distribuidos en las zonas templadas y tropicales especialmente en el sur de África.
Las Molluginaceae han sido tradicionalmente incluidas en las Aizoaceae, de las cuales difieren por la carencia de idioblastos epidérmicos característicos y por la producción de pigmentos de antocianina, mientras que las Aizoaceae, así como el resto de familias de las Caryophyllales excepto las Caryophyllaceae, producen betalainas.

## Descripción
Son hierbas o raramente arbustos; plantas hermafroditas (en Nicaragua) o a veces monoicas. Hojas alternas, opuestas, verticiladas o basales, simples, enteras, no suculentas, estipuladas o sin estípulas. Inflorescencia en una cima, un glomérulo o flores solitarias, axilares, flores actinomorfas; sépalos 4 o 5 (en Nicaragua), libres o connados en la base, persistentes en el fruto; pétalos pequeños, generalmente libres, a veces connados, o ausentes; estambres (2–) 5–10 (–numerosos), filamentos libres o connados en la base, anteras ditecas con dehiscencia longitudinal; ovario súpero, 1–5 (–pluri)-locular por lo menos en la base, a veces 1-locular arriba por divisiones incompletas, placentación axial en el ovario plurilocular, basal cuando 1-locular, óvulos 1–numerosos en cada lóculo, campilótropos a casi anátropos, estilos 1–5 (–numerosos), generalmente libres. Fruto generalmente una cápsula, con dehiscencia loculicida (en Nicaragua) o transversal, o a veces un utrículo; semillas a veces estrofioladas, embrión anular y rodeado de perisperma.

## Géneros
| - Adenogramma - Coelanthum - Corbichonia - Corrigiola - Glinus - Glischrothamnus - Hypertelis | - Mollugo - Pharnaceum - Polpoda - Psammotropha - Suessenguthiella - Telephium L. |

## Sinonimia
- Adenogrammaceae, Glinaceae, Pharnaceae.